# Maxime Blocq-Mascart
Pour les articles homonymes, voir Blocq et Mascart.
Maxime Blocq-Mascart, né le 17 novembre 1894 à Paris 8e et mort le 14 juillet 1965 à Saint-Cloud, est particulièrement connu pour son rôle dans la Résistance intérieure française, où il a été l'un des dirigeants de l'Organisation civile et militaire (OCM) et l'un des cinq membres du bureau du Conseil national de la Résistance.

## Biographie

### Première Guerre mondiale
Maxime Blocq-Mascart est né le 17 novembre 1894 à Paris. Orphelin très jeune, il a été adopté par son oncle, officier de marine. Incorporé dans l'armée le 2 septembre 1914, il est affecté au 10e régiment du génie puis transféré au 13e régiment d'artillerie le 18 mars 1915 avec le grade de maréchal des logis. Le 1er juin 1916, il passe au 27e régiment de dragons avant d'être détaché le 8 mars 1917 au 1er groupe d'aviation à Dijon. Breveté pilote militaire de l'école d'Avord en août 1917, il est détaché à l'escadrille 231. Démobilisé le 12 septembre 1919, Maxime Blocq-Mascart se retire à Paris au 55 rue de Lille et fait ses études à l'École libre des Sciences politiques.

### L'entre-deux guerres
Après plusieurs stages effectués dans des banques et des établissements industriels, il devient expert près la Chambre de Commerce de Paris puis prend la direction du Service d'études économiques d'un groupe industriel au 55, avenue George-V à Paris. Il s'engage en 1925 dans la Confédération des travailleurs intellectuels (CTI) dont il est le vice-président en 1939. A la veille de la guerre, est le secrétaire général de la revue Europe nouvelle.

### Seconde Guerre mondiale

#### Guerre de 1940
Le 30 octobre 1939, il est affecté spécial au titre des produits chimiques de Mareil-sur-Mauldre (Seine-et-Oise) puis est démobilisé le 14 août 1940 à Clermont-Ferrand où l'exode l'avait mené.

#### Résistance
De retour à Paris le 12 août 1940, il forme un premier noyau de résistance avec ses amis de la CTI, parmi lesquels le professeur Sainte-Lagüe. Ce premier noyau fusionne en décembre 1940 avec le Mouvement des classes moyennes, dont le siège est situé au 5 rue Logelbach, dirigé notamment pas Jacques Arthuys, lui-même en contact avec le colonel Heurtaux. Ce groupement donne naissance à l'Organisation civile et militaire (OCM) au printemps 1941.
Blocq-Mascart, dit "Maxime", "Baudin" ou encore "Féry", prend la direction du bureau civil de l'état-major de l'OCM. Membre du comité directeur de l'OCM, Maxime Blocq-Mascart veut donner un programme politique au mouvement et prend part à l'élaboration d'un projet de réforme constitutionnelle et administrative préconisant un régime présidentiel. Il publie plusieurs articles et chroniques dans Les Cahiers de l'OCM. En 1941, il prend contact avec Jean Cavaillès (Libération-Nord) et avec le Parti communiste clandestin. En avril-mai 1942, il rejoint le réseau Centurie que le colonel Remy vient de former avec l'OCM.
Le 26 mars 1943, il participe à la première réunion du Comité de coordination de zone Nord. En mai, il refuse de siéger au Conseil national de la Résistance (CNR) pour marquer l'hostilité de l'OCM à la présence en son sein des partis politiques. Le 28 août 1943, Blocq-Mascart échappe à la Gestapo et entre dans la clandestinité. Vice-président de l'OCM jusqu'à l'arrestation d’Alfred Touny en février 1944, il en prend la direction à compter de cette date jusqu'à la Libération. Il sera plus notamment chargé des sujets administratifs et sociaux et du dossier des prisonniers et des déportés.
Jusqu'à la fin de l'année 1943, il ne cesse de critiquer les organismes créés par Jean Moulin. Il participe cependant aux réunions du Conseil national de la Résistance (CNR), où il remplace Jacques-Henri Simon, et en devient le vice-président en juin 1944. Membre du bureau permanent du CNR où il représente les trois principaux mouvements de Zone Nord (OCM, CDLL et CDLR), il fait partie des partisans de la trêve lors de l'insurrection parisienne.

### L'après-guerre
Délégué par le CNR à l'Assemblée consultative provisoire, Maxime Blocq-Mascart est l'un des fondateurs du quotidien Le Parisien libéré qu'il dirige jusqu'en 1947 et qui apparaît comme l'organe officieux de l'OCM. Il publie en 1945 des Chroniques de la Résistance, suivies d'études pour une nouvelle Révolution française par les groupes de l'O.C.M..
Après la Libération, il exerce des fonctions importantes dans les jurys d'honneur et les commissions de reconnaissance de la Résistance. Président de la Fédération nationale des centres d'entraide des internés et déportés politiques puis de l'Entraide française, Maxime Blocq-Mascart s'occupe activement des familles de déportés. Il est aussi cofondateur de la Confédération nationale des combattants volontaires de la Résistance. 
C'est un partisan de l'Algérie française. Il participe ainsi en juillet 1957 à Alger, avec d'autres dirigeants d'associations d'anciens combattants, à des cérémonies durant lesquelles ils font le serment de « s'opposer par tous les moyens à toutes mesures qui menaceraient l'intégrité du territoire et l'unité française »,,. 
Membre du comité consultatif constitutionnel en 1958, il est conseiller d'État jusqu'en 1962.

## Décorations
| Ruban | Décoration                                                     |
| ----- | -------------------------------------------------------------- |
|       | Grand officier de la Légion d'honneur                          |
|       | Croix de guerre 1939-1945, avec palme                          |
|       | Médaille de la Résistance avec rosette (décret du 3 août 1947) |
|       | Croix du combattant volontaire de la Résistance                |